# Elección legislativa de Francia de 1830
Las elecciones legislativas de Francia de 1830, las últimas de la restauración borbónica, se realizaron el 5, 13 y 19 de junio de 1830.
Los diputados fueron elegidos utilizando sufragio censitario, con un cuerpo electoral de 94.000 personas.
Por los resultados adversos, el rey Carlos X decidió disolver inmediatamente las Cámaras, lo que fue uno de los detonantes de la revolución de 1830. Reunidas bajo la monarquía de julio, este parlamento fue depurado de elementos legitimistas en otoño de ese año, volviéndose a elegir un cuarto (119) de los escaños.

## Resultados
| Partido | Partido         | Escaños |
| ------- | --------------- | ------- |
|         | Izquierda       | 274     |
|         | Ultra realistas | 104     |

- Datos: Q1028705